# Corydalus cornutus
Corydalus cornutus is een insect uit de familie Corydalidae, die tot de orde grootvleugeligen (Megaloptera) behoort. De soort komt voor in het zuidoosten van Canada en het oosten en midden van de Verenigde Staten.